# Рока (Савона)
Рока је насеље у Италији у округу Савона, региону Лигурија.
Према процени из 2011. у насељу је живело 32 становника. Насеље се налази на надморској висини од 366 м.